# Chrysoecia gladiola
Chrysoecia gladiola är en fjärilsart som beskrevs av Barnes 1907. Chrysoecia gladiola ingår i släktet Chrysoecia och familjen nattflyn. Inga underarter finns listade i Catalogue of Life.